# Мараховский, Виталий Сергеевич
Вита́лий Серге́евич Марахо́вский (14 января 1988, Армавир, Краснодарский край, СССР) — российский футболист, защитник.

## Карьера
Воспитанник московского «Локомотива». В нескольких матчах за иркутскую «Звезду» заменял вратаря команды. В феврале 2010 года подписал контракт с клубом «Динамо» из Минска. Сыграл в 18 матчах первенства и принял участие в пяти матчах Лиги Европы. Осенью 2010 года покинул клуб. 22 декабря 2010 года подписал контракт с клубом «Динамо» из Брянска. В январе 2012 года играл в составе команды «Локомотив-2». 6 сентября 2012 года подписал контракт с ивановским «Текстильщиком». Дебютировал за новую команду 7 сентября 2012 года в игре против орехово-зуевского «Знамени Труда» (5:1). После окончания сезона покинул распоряжение команды.
9 февраля подписал контракт со «Слуцком». В июле 2015 года перешёл в «Витебск». Отыграв в 2017 году за «Нафтан» и «Белшину», завершил профессиональную карьеру.
С сентября 2018 — тренер в ДЮСШ по футболу Армавира.